# 川合考古資料館
川合考古資料館（かわいこうこしりょうかん）は、岐阜県可児市にある考古学系の博物館である。
土地区画整理事業に伴い、1990年から1991年にかけて行なわれた可児市川合地区の発掘調査により出土した土器や石器など特に縄文時代中期と古墳時代の生活の様子を再現、展示されている。
可児市川合公民館内にあり、隣には次郎兵衛塚一号墳がある。

## 展示内容
- 縄文時代の生活展示コーナー
- 古墳時代の生活展示コーナー
- 次郎兵衛塚一号墳 出土器
- 稲荷塚一号墳 出土器

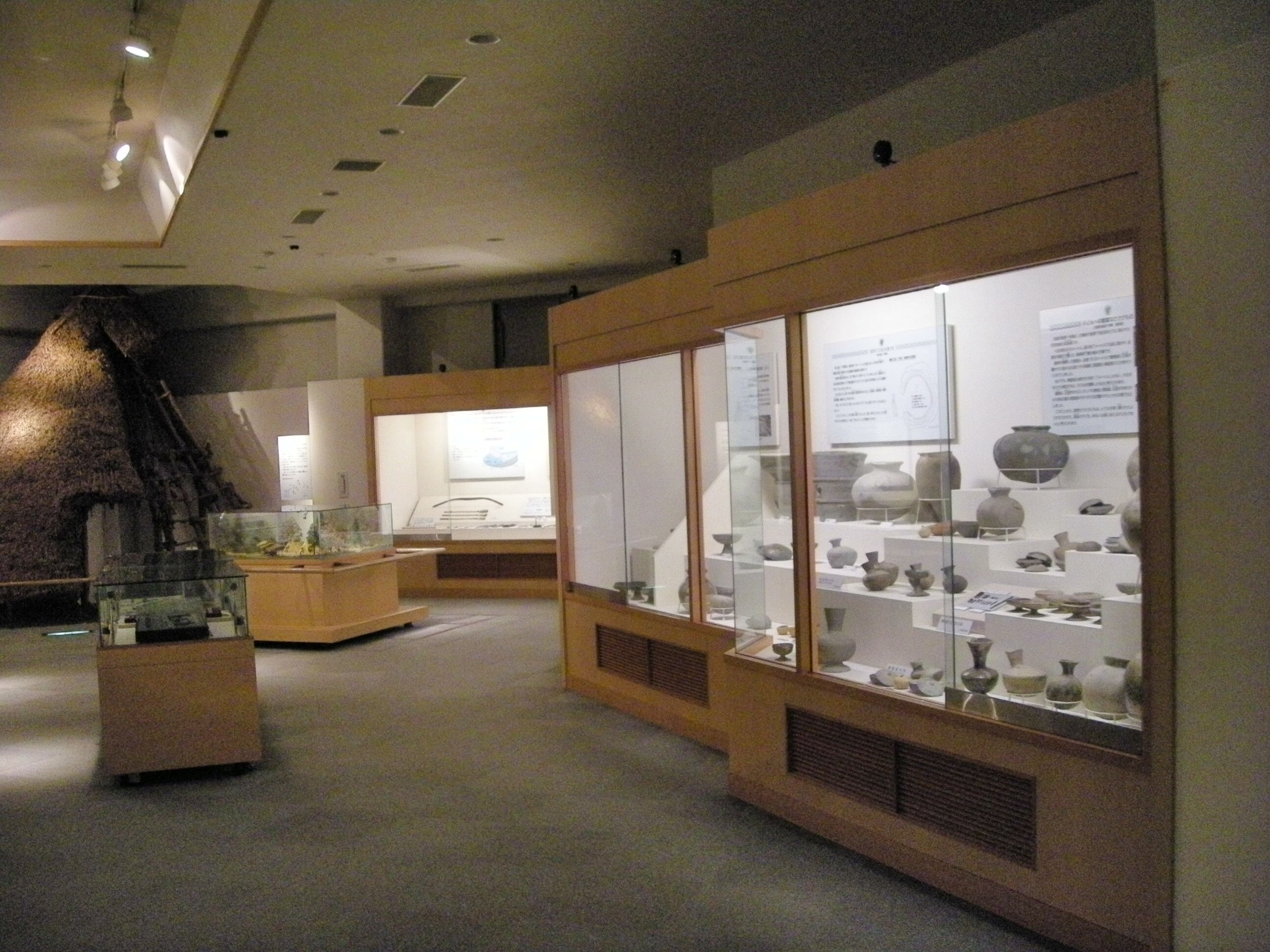
館内
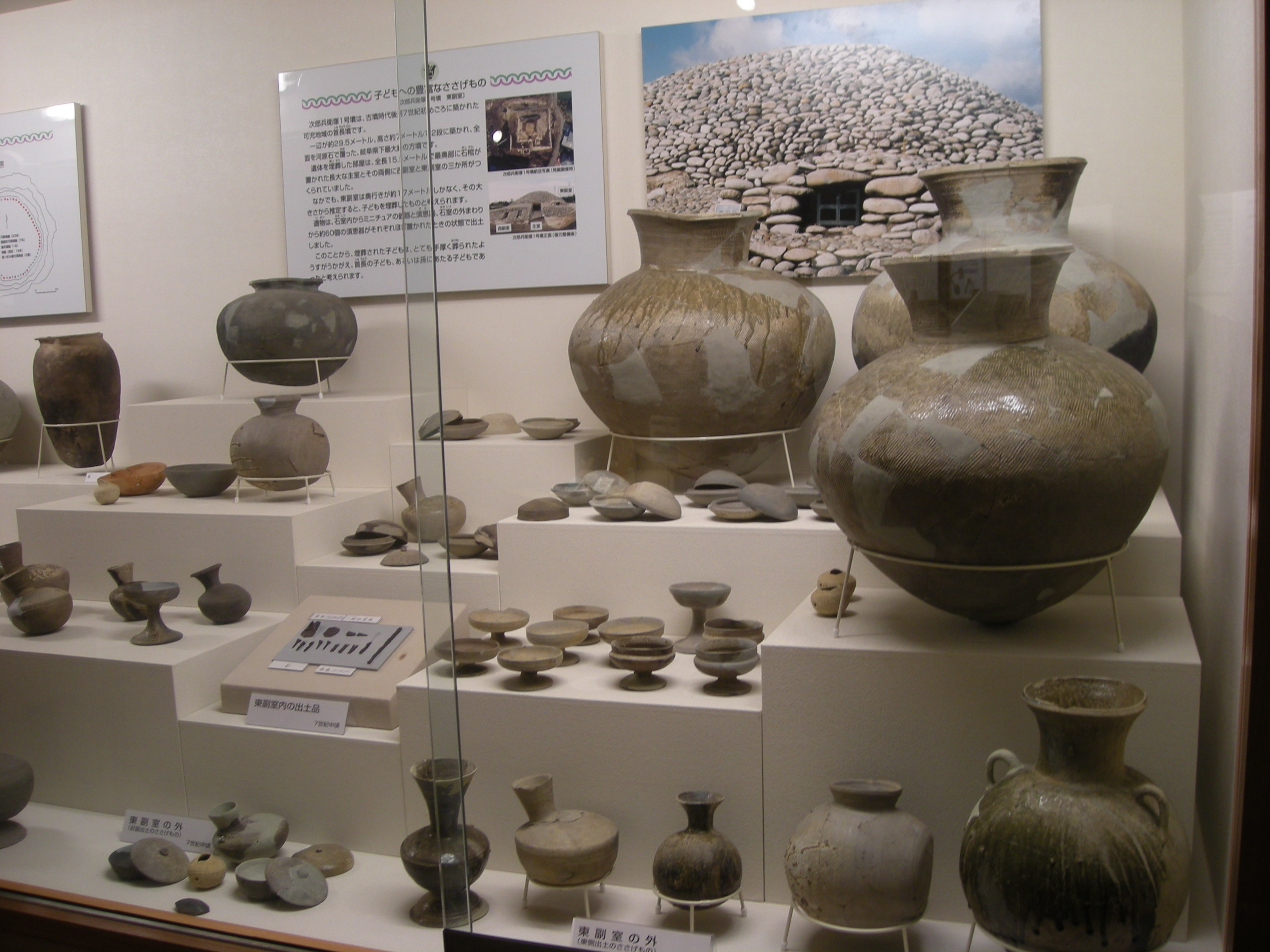
次郎兵衛塚一号墳出土品
宮之脇11号墳 鳥つまみ蓋付須恵器（可児市指定重要文化財）

開館時間
- 9時～16時30分

休館日
- 毎週月曜日、祝日の翌日（月曜が祝日の場合は開館）

入館料
- 無料

## アクセス
- JR太多線可児駅より車で10分
- 名古屋鉄道広見線新可児駅より車10分